# 黒田真由
黒田 真由（くろだ まゆ、1989年2月20日 - ）は、日本の元体操選手。

## 人物
愛知県出身。レジックスポーツクラブ出身。朝日生命体操クラブ所属。名古屋経済大学市邨高等学校、中京大学卒業。得意種目は段違い平行棒。

## 経歴
- 体操を始めたのは5歳のときから。
- 2005年 - 初めて世界選手権代表となり、種目別段違い平行棒で4位入賞を果たす。
- 2006年 - 世界選手権に出場し、2大会連続で種目別段違い平行棒で4位入賞。アジア大会では団体の銅メダル獲得に大きく貢献した。
- 2007年 - 世界選手権に出場。団体の2008年北京オリンピック出場権獲得に貢献したが、種目別段違い平行棒で予選落ちし、3大会連続での種目別決勝進出を逃す。
- 2008年 - NHK杯個人総合で6位入賞。自身初となるオリンピック代表の座を勝ち取る。北京オリンピックでは女子団体総合5位入賞に貢献した。
- 現在は第一線から退き、後進の指導に当たっている。また、スポーツファクトリースキップのインストラクターとして少年少女の体育家庭教師活動にも参加している。
- 2010年 - NHK杯体操選手権や2010広州アジア大会のテレビ中継に解説者として登場している。